# Formule van Euler voor veelvlakken
De formule van Euler voor veelvlakken is een vergelijking, die een verband legt tussen het aantal hoekpunten {\displaystyle H}, het aantal ribben {\displaystyle R} en het aantal zijvlakken {\displaystyle Z} van een ruimtelijke figuur, van een veelvlak, waarvan de vlakken veelhoeken zijn. Er geldt:
{\displaystyle H-R+Z=2}
De vergelijking werd in de 18e eeuw ontdekt door de Zwitserse wiskundige Leonhard Euler.
Bij ieder veelvlak geldt dat het aantal hoekpunt-ribbe-combinaties en het aantal zijvlak-ribbe-combinaties gelijk is aan {\displaystyle 2R}. Met {\displaystyle H_{i}} het aantal hoekpunten waar {\displaystyle i} ribben samenkomen en {\displaystyle Z_{j}} het aantal zijvlakken met {\displaystyle j} hoekpunten, geldt dus:
{\displaystyle \Sigma \,(iH_{i})=\Sigma (jZ_{j})=2H+2Z-4=2R}
De eulerkarakteristiek χ = H - R + Z van het oppervlak van een niet-zelfdoorsnijdend niet-samengesteld veelvlak is met andere woorden twee. Voorwaarde is dat dit oppervlak topologisch gelijkwaardig is met een boloppervlak. Als het veelvlak hol is moet het binnenoppervlak buiten beschouwing worden gelaten, het veelvlak mag bijvoorbeeld niet topologisch ringvormig zijn en niet bestaan uit twee veelvlakken die slechts met één gemeenschappelijk hoekpunt of met één gemeenschappelijke ribbe verbonden zijn. Ieder zijvlak wordt topologisch verondersteld gelijkwaardig met een cirkelschijf te zijn, dus geldt de formule bijvoorbeeld niet als in het genomen veelvlak een kleine kubus midden op een zijvlak van een grote kubus wordt geplaatst. Omdat het een topologische eigenschap is maakt vervorming niet uit. De formule geldt dus ook bij kromme ribben en zijvlakken, zoals op een bolvormig veelvlak. Ieder veelvlak heeft een duaal veelvlak, met zijvlakken en hoekpunten verwisseld en een gelijkblijvend aantal ribben. Dit is in lijn met het feit dat {\displaystyle H} en {\displaystyle Z} in de formule kunnen worden verwisseld.
De vergelijking geldt bijvoorbeeld voor de regelmatige veelvlakken: 
| Naam                   | Afbeelding | Hoekpunten {\displaystyle H} | Ribben {\displaystyle R} | Zijvlakken {\displaystyle Z} | Eulerkarakteristiek: {\displaystyle H-R+Z} |
| ---------------------- | ---------- | ---------------------------- | ------------------------ | ---------------------------- | ------------------------------------------ |
| regelmatig viervlak    |            | 4                            | 6                        | 4                            | 2                                          |
| kubus                  |            | 8                            | 12                       | 6                            | 2                                          |
| regelmatig achtvlak    |            | 6                            | 12                       | 8                            | 2                                          |
| regelmatig twaalfvlak  |            | 20                           | 30                       | 12                           | 2                                          |
| regelmatig twintigvlak |            | 12                           | 30                       | 20                           | 2                                          |
De formule van Euler voor veelvlakken is niet alleen voor de regelmatige veelvlakken geldig, maar voor alle veelvlakken, die aan de voorwaarden voldoen, die zijn beschreven. Uit de formule volgt dat bij een veelvlak met geen andere zijvlakken dan driehoeken en met alleen 5- en 6-valente hoekpunten, het aantal 5-valente hoekpunten altijd 12 is. Met voldoende driehoeken kunnen dergelijke veelvlakken de bolvorm goed benaderen. Een dergelijke benadering heet een geodetische bol. Daarmee geldt ook de duale eigenschap dat bij alle veelvlakken met geen andere zijvlakken dan vijfhoeken en zeshoeken en met alleen 3-valente hoekpunten, het aantal vijfhoeken altijd 12 is. Met voldoende zijvlakken kunnen ook deze veelvlakken de bolvorm goed benaderen, met goldbergveelvlakken. Algemener gesteld is bij een veelvlak met geen andere zijvlakken dan driehoeken het tekort aan valentie vergeleken met 6 voor alle hoekpunten samen 12, een teveel is een negatief tekort. Duaal: bij een veelvlak met alleen 3-valente hoekpunten is het tekort aan hoeken vergeleken met 6 voor alle zijvlakken samen 12.